# East Bay Lumberjacks
Les East Bay Lumberjacks étaient une équipe de baseball indépendant de la Pacific Association of Professional Baseball Clubs qui jouait en 2013 à Oakland, en Californie aux États-Unis. 
Dans leur nom, East Bay fait référence à la zone est de la baie de San Francisco, région dans laquelle l'équipe était située. Les matchs locaux étaient disputés sur le terrain de baseball du Laney College d'Oakland. Après une seule saison, les Lumberjacks (« bûcherons ») cessent leurs activités et sont remplacés au sein de la Pacific Association par le Pittsburg Mettle pour la saison 2014. Les Lumberjacks, qui n'étaient affiliés à aucun club de la Ligue majeure de baseball, étaient le seul club de la ligue basé dans une ville abritant une franchise majeure, en l'occurrence les Athletics d'Oakland.